# Małyn (Białoruś)
Małyn (biał. Малын; ros. Малын, Małyn) – wieś na Białorusi, w obwodzie homelskim, w rejonie oktiabrskim, w sielsowiecie Oktiabrski.